# Bergwerk

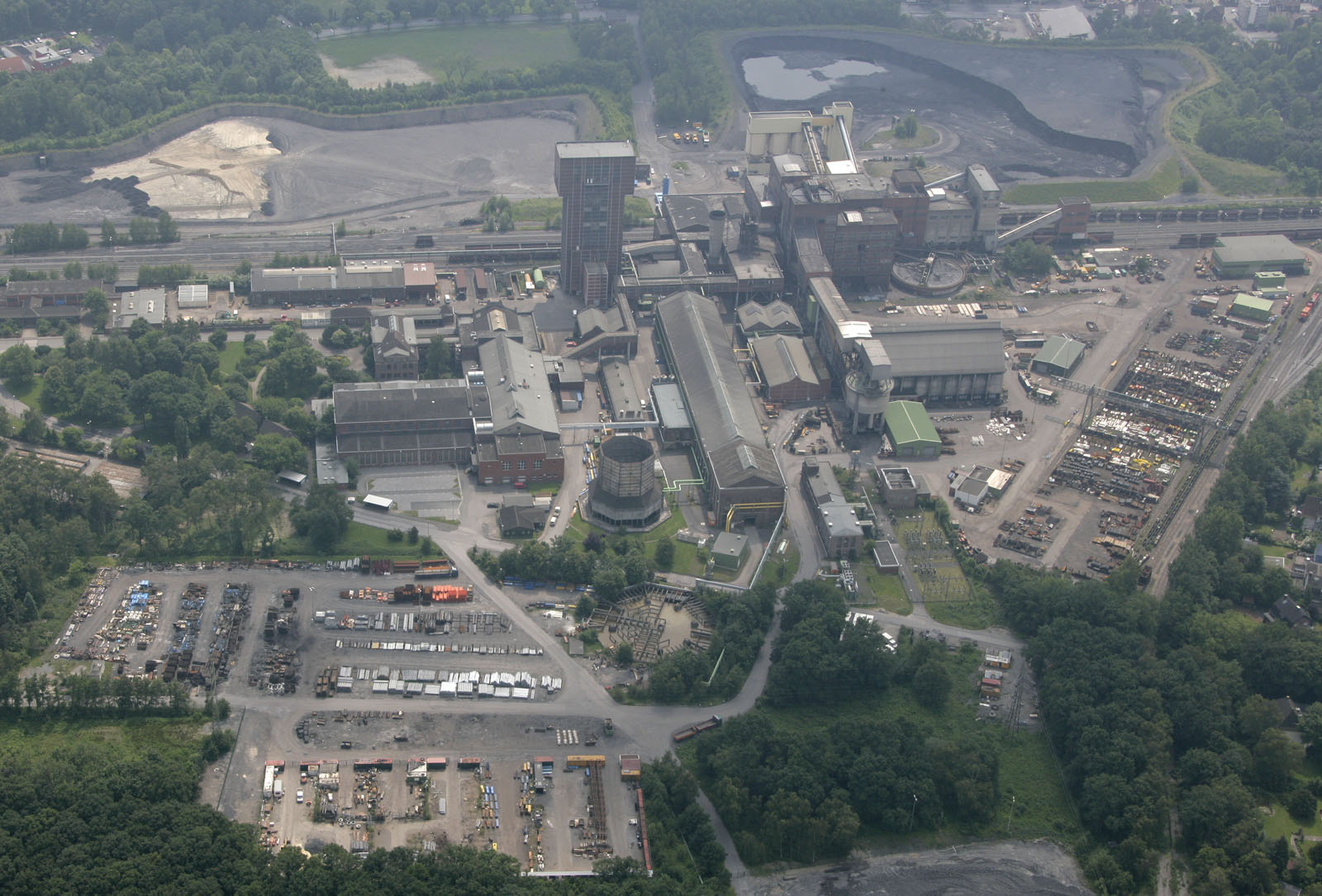
Tagesanlagen der Zeche Heinrich-Robert in Hamm (2007)

Als Bergwerk werden alle über- und untertägigen Betriebseinrichtungen und -anlagen an einem Standort zur Gewinnung, Förderung und Aufbereitung von Bodenschätzen bezeichnet. Bergwerke werden auch Grube oder Zeche genannt. Zu einem Bergwerk zählen alle Bauwerke, Anlagen und Einrichtungen über Tage, die der Förderung, Aufbereitung, Lagerung und Verladung von Rohstoffen und Bergematerial dienen, sowie Anlagen und Einrichtungen zur Verwaltung wie z. B. die Schichtenkontrolle und für die Mitarbeiter. Zudem gehören zu einem Bergwerk alle zugehörigen untertägigen Anlagen und Einrichtungen, insbesondere alle Schächte, Strecken und Stollen, die als Grubenbau bezeichnet werden. Im weiteren Sinne gehören auch Grabungen „über Tage“ (Tagebau) und Tiefbohrungen dazu.

## Grundlagen
Um als Privatmann ein Bergwerk errichten und betreiben zu können, braucht der Betreiber eine staatliche Genehmigung. Im Bergbau wird dies als Verleihung bezeichnet. Des Weiteren benötigt ein Bergwerksbetreiber, je nach Größe des Bergwerks, eine mehr oder minder große Kapitalmenge. Dieses kann er entweder aus eigenem Vermögen aufbringen oder aus Anleihen. Da er das Kapital in der Regel nicht allein aufbringen kann, beteiligt er weitere Geldgeber finanziell an dem Bergwerk: früher in Form einer Gewerkschaft und heute in einer anderen Form einer Kapitalgesellschaft. Zum Betrieb des Bergwerks wird eine, je nach Größe und Umfang des Bergwerks, bestimmte Anzahl an Arbeitnehmern benötigt. Diese arbeiten dann je nach Betriebsgröße und fachlicher Qualifikation als Aufsichtspersonen (Betriebsführer, Steiger) oder Arbeiter (Hauer) auf dem Bergwerk. Außerdem wird eine erhebliche Menge Material benötigt, das für den Ausbau der Grubenbaue, für den Bau von Gebäuden oder den Bau der Förderanlagen verwendet wird. Eine der wichtigsten Materialien für ein Bergwerk war, insbesondere in der frühen Montanindustrie, das Holz, das in Form von Grubenholz fast überall auf dem Bergwerk verwendet wurde. Hinzu kommt eine Vielzahl von Werkzeugen und Bergwerksmaschinen. Werden in einer Stadt eines oder mehrere Bergwerke betrieben, so siedeln sich im Umfeld dieser Bergwerke meist weitere Wirtschaftszweige an. Für die umliegenden Städte und Regionen sind Bergwerke wichtige Einkäufer und Investoren. Die Bedeutung eines Bergwerks für eine Stadt oder eine Region spiegelt sich in dem Satz: „Alles kommt vom Bergwerk her“ wider.

## Historische Entwicklung

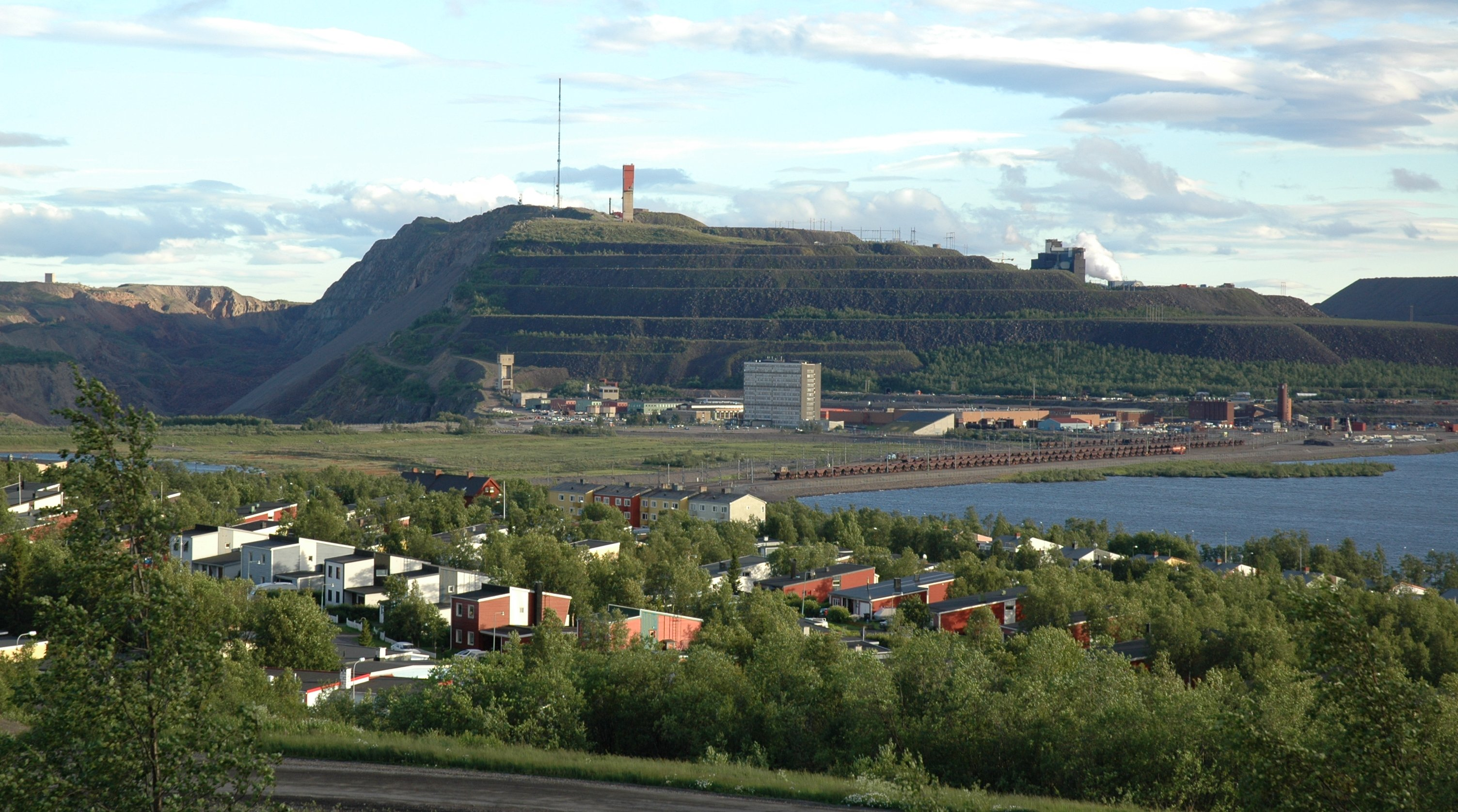
Der Erzberg Kirunavaara in Schwedisch-Lappland

Das bislang älteste entdeckte Bergwerk ist ein Feuersteinbergwerk im oberägyptischen Nazlet Khater, wo bereits vor über 30.000 Jahren untertägig Feuerstein abgebaut wurde. Bereits 3000 v. Chr. trieben die Ägypter bedeutenden Bergbau und hatten Bergwerke, mit denen sie nach Kupfer- und Eisenerzen gruben. Um die Bergwerke betreiben und die Erze abbauen zu können, wurden eine Vielzahl von Kriegsgefangenen, Verbrechern, Schuldgefangenen, in Ungnade gefallenen oder sogar auch Unschuldige zur Bergarbeit in den Erzbergwerken gezwungen. In der Antike ließ sich die Massenproduktion von Metallen meist nur durch staatlich organisierte Großunternehmen und Sklaven- oder Zwangsarbeit organisieren. Auch Privatunternehmer waren als Pächter tätig, wie in Laurion. Dort wurden (teils unter Tage, teils auch im Tagebau) verschiedene Erze, u. a. auch Silber, gefördert und dafür insgesamt wohl 20.000 Sklaven und Gefangene beschäftigt.
In Deutschland begann der Bergbau etwa 5500 v. Chr. ebenfalls mit steinzeitlichen Feuersteinbergwerken. In der Bronzezeit hatte es erste bergbauliche Aktivitäten in den Erzlagerstätten des Harzes gegeben. Ab der Latènezeit wurde im Siegerland in kleinen Bergwerken, sogenannten Mollkauten, nach Eisenerz gegraben. Am Rammelsberg bei Goslar wurde etwa um das Jahr 968 Erzbergbau betrieben. Ab dem 16. Jahrhundert bis etwa Mitte des 19. Jahrhunderts waren die Bergwerke im Oberharz bedeutende Silberproduzenten in Deutschland. Das wohl bedeutendste Harzer Bergwerk, der Rammelsberg, wurde 1992 zusammen mit der Goslarer Altstadt als UNESCO-Weltkulturerbe anerkannt.

## Bauarten
Das Wort „Bergbau“ bedeutet „bauen im Berg“ und wird davon abgeleitet, dass der Ursprung der Rohstoffgewinnung in gebirgigen Gegenden begann, wo verstärkt Ausbisse der Lagerstätten vorkommen. Ein Bergwerk bauen bedeutet entweder, sich anteilmäßig an einem Bergwerk zu beteiligen oder eine ganze Grube auf seine Kosten anzulegen. Beim Bergbau wird zwischen Tagebau, Untertagebau und Bohrlochbergbau unterschieden. Welche der drei Bauarten angewendet wird, um eine Lagerstätte auszubeuten, hängt hauptsächlich von den natürlichen Gegebenheiten ab. Entsprechend der Art ihrer Gewinnung unterteilte man die bergbaulichen Orte und Anlagen ein in Bergwerke, Gräbereien und Steinbrüche. Allerdings ist hierbei keine eindeutige und klare Trennung der Begriffe möglich, da es auch Übergänge zwischen den Bauarten gibt.

### Untertagebergwerke

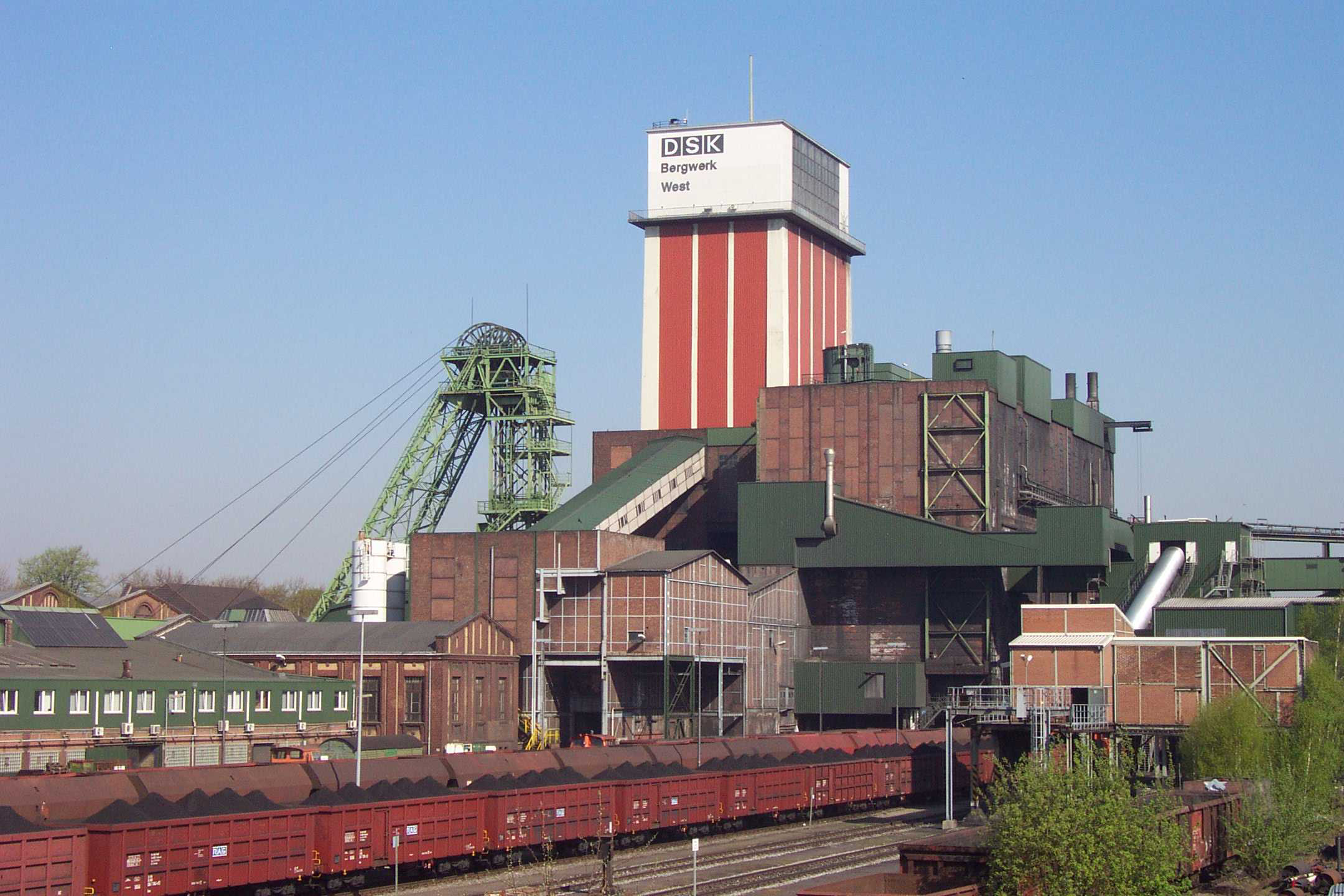
Schachtanlage „Friedrich Heinrich 1/2“ (vor dem Rückbau), Kamp-Lintfort

Beim Untertagebau unterscheidet der Bergmann den Stollenbau und den Tiefbau. Entsprechend werden die Untertagebergwerke unterteilt in Stollenbergwerke und Tiefbaugruben. Die Stelle, an der der Übertagebereich in den Untertagebereich übergeht, nennt der Bergmann Tagesöffnung. Jedes Untertagebergwerk muss mindestens zwei solcher Zugänge haben. Der Eingang in den Untertagebereich von Stollenbergwerken nennt der Bergmann Stollenmundloch. Die Positionierung dieses Einganges hat einen entscheidenden Einfluss auf die Bauhöhe des Stollens. Bei Tiefbaugruben erfolgt der Übergang in den Untertagebereich über einen Schacht. Die zu Tage tretende Schachtöffnung nennt der Bergmann Schachtmund. Anstelle eines Schachtes kann der Übergang in den Untertagebereich auch über einen Förderberg erfolgen. Stollenanlagen werden zur Versorgung mit frischen Wettern oftmals mit kleinen Schächten versehen, die der Bergmann als Lichtloch bezeichnet.
Die Erschließung einer Lagerstätte durch ein Untertagebergwerk beginnt mit der Ausrichtung und dem folgenden Abteufen der Schächte oder dem Auslängen der Stollen. Sie sind die Verbindung zwischen Erdoberfläche und der Lagerstätte vor Ort und für die Schacht- bzw. Streckenförderung von Abbau, Versatz und Material, die Fahrung von Personen sowie die Wasserhaltung und Wetterführung notwendig.
Die Wahl der Schachtstandorte beeinflusst die Herstellungs- und Betriebskosten des Untertagebergwerks. Von den Schächten gehen die Strecken (Richtstrecken und Querschläge) zu den Lagern (Flöze, Gänge, Stöcke) der zu fördernden Rohstoffe ab. Die Gesamtheit aller unterirdischen Hohlräume wird Grubengebäude genannt. Die Tagesanlagen eines Bergwerks, also die „über Tage“ befindlichen Teile sind: Förderturm, Kaue, Anlagen zur Be- und Entlüftung (Bewetterung), zur Wasserhaltung und -reinigung und die Aufbereitungsanlagen.

### Tagebaue

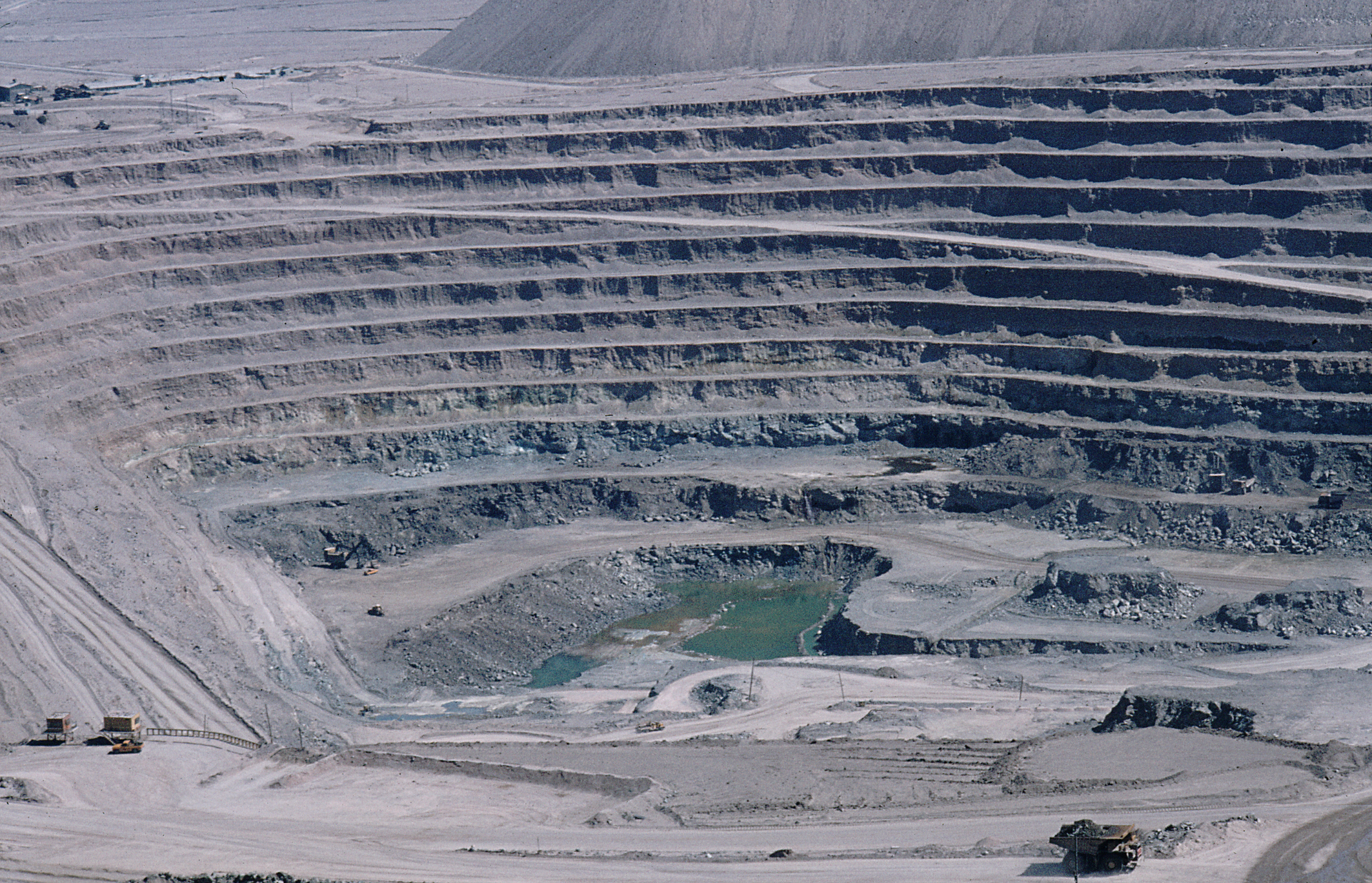
Chuquicamata in Chile, einer der größten Kupfertagebaue der Welt

Im Tagebau erfolgt die Gewinnung von Massenrohstoffen, die von Natur aus unter freiem Himmel liegen. Des Weiteren werden Lagerstätten im Tagebau abgebaut z. B. fossile Brennstoffe, wenn deren Überdeckung wirtschaftlich und kostengünstig abgeräumt werden kann. Aufgrund der modernen Bergtechnik können mittlerweile auch Lagerstätteninhalte im Tagebau abgebaut werden, die in einer Teufe von 500 Metern und mehr vorkommen. Je nach Lagerstätte erfolgt der Abbau als Abbau nach der Teufe, als flächenhafter Abbau oder als Hang und Hügel Abbau. Die Gewinnung der Rohstoffe erfolgt durch große Bagger (Radlader, Schaufelradbagger, Eimerkettenbagger, o. Ä.). Neben diesen Gewinnungsmaschinen werden zum Teil auch zur kontinuierlichen Gewinnung Fräswalzen wie der Continuous Surface Miner eingesetzt. Durch diese Maschinen lassen sich auch dünne, von Zwischenmitteln durchzogene Flöze, präzise und wirtschaftlich im Tagebau gewinnen. Der Abtransport der hereingewonnenen Rohstoffe erfolgt mit Muldenkippern oder über Bandförderanlagen.
Bei der Gewinnung von Rohstoffen werden Großtagebaue insbesondere für die Rohstoffe Braunkohle, Ölschiefer, Ölsand und Erze verwendet. Probleme bei dieser Form des Tagebaus sind die bergbaubedingten Umsiedlungen von zum Teil ganzen Ortschaften. Erfolgt der Tagebau in „Gruben“ wie z. B. Kiesgruben oder Sandgruben, spricht man auch von Gräbereien. Eine weitere Form des Tagebaus sind „Kuhlen“, z. B. Lehmkuhle oder Tongruben, in denen Lehm oder Ton abgebaut wird. Für den übertägigen Abbau von Festgestein werden „Brüche“ wie z. B. Steinbrüche oder Kalkbrüche genutzt. Der obertägige Abbau von Torf erfolgt durch Torfstechen oder Torfstich. Zum Tagebau gehört auch das Schürfen nach gediegenen Edelmetallen in Seifenlagerstätten. Im weitesten Sinne gehören auch Baggerseen dazu, bei denen mit Hilfe von Schwimmbaggern Massenrohstoffe vom Grund eines Sees gewonnen werden. Bei dieser Form der Rohstoffgewinnung muss besonders auf den Schutz des Grundwassers Rücksicht genommen werden.

### Bohrungen

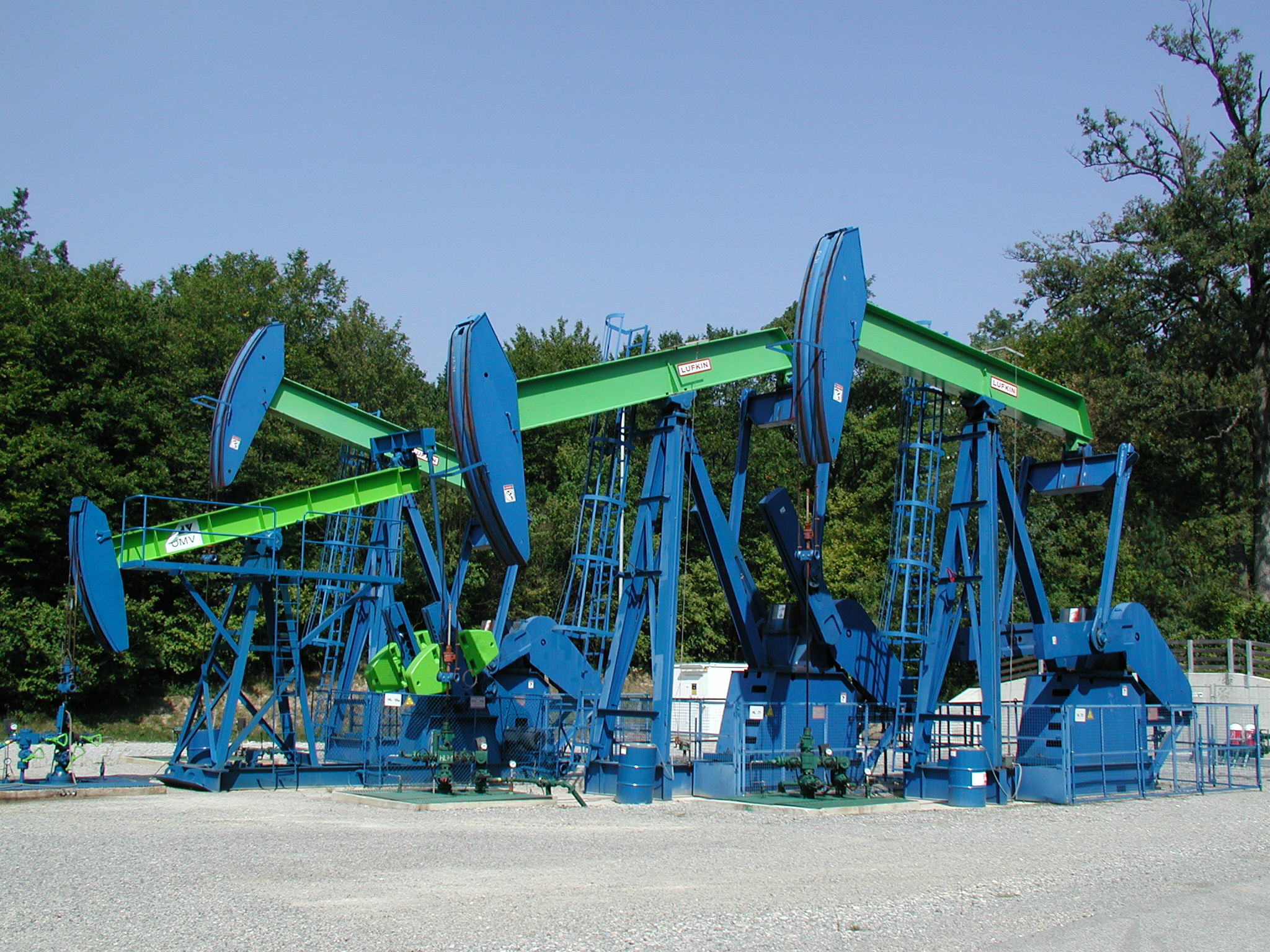
Hochleithen Ölfeld nordöstlich von Wien in Österreich

Der Bohrlochbergbau ist eine Form der Gewinnung von flüssigen oder gasförmigen Rohstoffen durch Erstellung von Bohrlöchern mittels Tiefbohrung bis in die Lagerstätte. Hauptsächlich sind dies Bohrungen nach Erdöl und/oder Erdgas. Hierzu gehört auch die Gewinnung von Erdgas aus unkonventionellen Lagerstätten mittels Hydraulic Fracturing. In einigen Ländern zählen auch Brunnenbohrungen nach Grundwasser oder Thermalquellen dazu. Die Nutzung der Tiefen Geothermie fällt nicht unter das Bergrecht, da anders als bei Thermalbädern die Weiterverarbeitung des Wassers entfällt. Letztendlich zählen auch Bohrungen zum Aussolen von Salzstöcken mittels Bohrspülwerk dazu.

## Bergwerksgeschichte
Die Geschichte eines Bergwerks verläuft in mehreren unterschiedlichen Phasen, die sich grob einteilen lassen in Aufsuchung, Aufschließen und Abbau der Lagerstätte. Am Ende der Geschichte eines Bergwerks steht die Stilllegung und in der Regel die Schließung des Bergwerks. Während der gesamten Zeit muss das jeweils gültige Bergrecht auf das Bergwerk angewendet werden.

### Aufsuchung
Am Anfang der Bergwerksgeschichte steht die Aufsuchung, um dadurch die Ausdehnung der jeweiligen Lagerstätte und die Menge der darin enthaltenen Bodenschätze zu untersuchen. Hierbei bedient man sich verschiedener bergmännischer Untersuchungsmethoden, aber auch verschiedener geologischer Untersuchungsmethoden. Hierbei werden Methoden wie die Fernerkundung, geophysikalische Untersuchungen und Kartierung angewendet. Dabei bedient man sich auch Methoden wie der als Flugprosperation bezeichneten Untersuchung der Lagerstätte mittels Hubschrauberflug. Im Rahmen der weiteren Exploration werden Bohrungen in der Lagerstätte und auch Schürfe und Testgruben erstellt. Alle diese Tätigkeiten haben den Zweck, das spätere mögliche Bergwerk im Vorfeld genau zu erkunden und einen möglichst genauen Überblick über die Lagerstätteninhalte zu erhalten. Durch Probenahmen und darauf folgende Laboruntersuchungen werden weitere Erkenntnisse gewonnen. Alle hieraus gewonnenen Daten werden für die anschließende Bergwerksplanung benötigt.

#### Bergwerksplanung
Die aus der Aufsuchung und Exploration gewonnenen Daten fließen ein in die Bergwerksplanung. So lassen sich anhand der gewonnenen Erkenntnisse Rückschlüsse über die Menge der vorhandenen Bodenschätze und durch Berechnung die gewinnbaren Mengen berechnen. Außerdem lassen sich bereits im Vorfeld Lagerstättenteile, die sich als nicht bauwürdig erweisen, vom späteren Abbau ausschließen. Anhand der gewonnenen Erkenntnisse über den Lagerstätteninhalt lassen sich erste Berechnungen über die erzielbaren Erlöse und somit den Wert des Bergwerks erstellen. Bei der Planung wir auch festgelegt, ob der Rohstoff mittels Tagebau oder mittels Untertagebau abgebaut werden soll. Des Weiteren müssen die erforderlichen Tagesanlagen geplant werden. Im Laufe der Bergwerksplanung werden für die weiteren Phasen Betriebspläne erstellt.

### Aufschließen
Der erste Arbeitsgang beim Aufschließen einer neuen Lagerstätte ist das Aufschlagen, auch Neuschurfen genannt. Zunächst muss das Gebiet, in dem das Bergwerk betrieben werden soll, vom natürlichen Bewuchs und einer eventuell vorhandener Bebauung „befreit“ werden. Danach erfolgt die Ausrichtung der Lagerstätte und die Vorrichtung der Abbaubetriebspunkte. Zeitgleich erfolgt der Bau und die Errichtung der erforderlichen Tagesanlagen.

### Abbau der Lagerstätte
Zum Abbau der Lagerstätte kommen, je nach Lagerstätte, unterschiedliche Abbauverfahren zur Anwendung. Zudem werden unterschiedliche Maschinen, die für das jeweilige Abbauverfahren geeignet sind, eingesetzt. Details über die Gewinnung des Rohstoffes werden im Gewinnungsbetriebsplan festgelegt und eingetragen. Zwecks Überprüfung von Kosten und Nutzen müssen auch während der Abbauphase regelmäßige Berechnungen über den Wert des Bergwerks durchgeführt werden. Die hereingewonnenen Rohstoffe werden über Förderbänder oder mittels anderer Transportmittel vom Abbaubetriebspunkt zur Tagesöffnung gefördert. Dort werden die Rohstoffe mittels Schachtförderung oder über Förderberge zur weiteren Aufbereitung und Verwendung nach über Tage gefördert. Damit die Bergleute zu ihrem untertägigen Arbeitsplatz gelangen, werden sie mittels Seilfahrt nach unter Tage gebracht und dort mittels Personenzug oder Bandfahrung zu ihrem Einsatzort gebracht. Eine Besonderheit, um die Bergleute von oben nach unten zu befördern, wird in einigen Salzbergwerken in Form der Rutsche genutzt.

### Stilllegung und Schließung
Wenn ein Bergwerk nicht mehr wirtschaftlich betrieben werden kann oder die Lagerstätte abgebaut ist, dann wird das Bergwerk stillgelegt. Bergwerksstilllegungen können aber auch politische Gründe haben, wie z. B. bei den Steinkohlebergwerken und Braunkohletagebauen in Deutschland. Nach der Stilllegung werden noch nutzbarer Grubenausbau und Betriebsmittel zwecks Weiterverwendung geraubt. Im Anschluss daran müssen die vorhandenen Tagesöffnungen wie z. B. Stollenmundlöcher oder Schächte verwahrt werden. Die Tagesanlagen werden weitestgehend abgerissen und das Bergwerksgelände muss für eine weitere Nachnutzung aufbereitet werden. Nach dem Abschalten der Wasserhaltung kommt es zu einem Anstieg des Grubenwassers. Ein ungehinderter Anstieg des Grubenwassers führt dazu, dass Teile des Grubengebäudes oder das gesamte Grubengebäude absaufen. Handelt es sich bei dem ansteigenden Grubenwasser um stark kontaminiertes Wasser, muss dieses vor der Ableitung in ein oberflächiges Gewässer mittels einer Grubenwasserreinigungsanlage von allen Schadstoffen gereinigt werden. Tagebaue müssen nach der bergbaulichen Nutzung wieder rekultiviert werden.

#### Nachnutzung
Ein Teil der Bergwerke in Deutschland wurde Jahre nach ihrer Schließung zu Besucherbergwerken umgebaut und so einer Nachnutzung zugeführt. Einige Bergwerke, wie z. B. das Besucherbergwerk Fell, dienen Fledermäusen als Zufluchtsraum und als Winterquartier. Zudem gibt es ehemalige Stollenbergwerke, von denen heute Teile des Grubengebäudes als Heilstollen dienen. Das Grubengebäude von Bergwerken kann unter bestimmten Voraussetzungen (ausreichende Teufe, passendes Gestein) zur Energiespeicherung dienen.

## Einteilung Bergwerk nach Bodenschatz
Die Aufgabe eines jeden Bergwerkes ist die Gewinnung der nutzbaren Bodenschätze der jeweiligen Lagerstätte. Nutzbare Bodenschätze, die in Bergwerken gewonnen werden, sind zunächst einmal mineralische Brennstoffe wie Steinkohle oder Braunkohle. Des Weiteren werden Metallerze, Steinsalz, Kalisalz und sonstige Nichterze wie Kalkstein, Flussspat, Gips und Dachschiefer in Bergwerken abgebaut. Zudem werden sogenannte sonstige Industrieminerale in Bergwerken abgebaut. Aber auch Edelsteine und Halbedelsteine werden bergmännisch gewonnen. Zudem gibt es Bergwerke, auf denen neben dem Hauptrohstoff z. B. Zinnerz auch Nebenprodukte wie z. B. Seltene Erden gefördert werden. In China werden auf Eisenbergwerken als Nebenprodukte des Eisenabbaus Seltene Erden abgebaut. Aber nicht nur Erze kommen mit Begleitmineralien vor, auch bei Steinkohlen kommt es vor, dass diese z. B. Eisenerze als Nebenprodukt enthalten.

### Steinkohlenbergwerk
Die Steinkohle ist bereits seit 100 Jahren v. Chr. bekannt, wurde jedoch erst viele hundert Jahre später bergmännisch gewonnen und als Brennmaterial genutzt. Der erste Abbau der Steinkohle in Form der Kohlengräberei ist auf dem europäischen Festland für die erste Hälfte des 12. Jahrhunderts datiert. Die erste systematische Gewinnung der Steinkohle wurde in Großbritannien um das Jahr 1150 getätigt. Im 16. Jahrhundert wurden erste Stollenbergwerke betrieben, um die Steinkohlen im Stollenbau abzubauen. Die Gewinnung der Steinkohle erfolgte mit einfachem bergmännischen Gezähe wie z. B. der Spitzhacke. Abgebaut wurden die Kohlen in diesen Stollenzechen auf teilweise sogar drei Sohlen. Der Betrieb dieser Stollenzechen fand sehr geordnet statt und war zu der damaligen Zeit der Standard eines Bergwerks. Allerdings brachte der Betrieb der Steinkohlenzechen neue Gefahren für Bergleute in Form von schlagenden Wettern und der daraus resultierenden möglichen Gefahr einer Schlagwetterexplosion mit sich. Des Weiteren müssen die Bergleute in den Steinkohlenbergwerken darauf achten, dass möglichst wenig Kohlenreste in den Abbauen verbleiben, da diese zu Selbstentzündungsbränden und als Folge davon zu Grubenbränden führen konnten. Neben diesen Gefahren besteht in einem Steinkohlenbergwerk auch noch die Gefahr, dass feiner Kohlenstaub zu einer Kohlenstaubexplosion führt. Zu Beginn des 19. Jahrhunderts wurden die ersten Tiefbaugruben in Betrieb genommen. Voraussetzung für den Betrieb einer Tiefbaugrube ist im Wesentlichen eine leistungsstarke Wasserhaltungsmaschine, um das anfallende Grubenwasser abpumpen zu können. Des Weiteren war eine leistungsstarke Fördermaschine, die erst mit Erfindung der Dampfmaschine realisiert werden konnte, erforderlich, um das Material und die gewonnene Steinkohle in oder aus der Grube zu fördern. In der zweiten Hälfte des 19. Jahrhunderts wurde auf einigen Steinkohlenbergwerken neben der Gewinnung der Steinkohle auch in größerem Umfang Kohleneisenstein gewonnen. Ab den 1930er Jahren kam es auf den Bergwerken zur verstärkten Mechanisierung und Technisierung der Arbeitsprozesse. Nach dem Zweiten Weltkrieg wurde in einigen Bergrevieren auf als „Zeche Eimerweise“ bezeichneten Kleinzechen mittels Nachlesebergbau noch anstehende Restpfeiler, die von vorher stattgefundenem Bergbau stehen geblieben waren, abgebaut. Auf heutigen modernen Steinkohlenbergwerken wird die Steinkohle mit modernen Gewinnungsmaschinen wie dem Walzenschrämlader oder dem Kohlenhobel gewonnen. Auf amerikanischen Bergwerken kommen als Gewinnungsmaschinen Continuous Miner zum Einsatz. Als Abbauverfahren nutzt man auf Steinkohlebergwerken je nach Lagerstätte den Strebbau oder den Örterbau. Nachdem die Rohkohle zutage gefördert worden ist, muss sie vor der weiteren Nutzung in der Kohlenwäsche vom tauben Gestein getrennt werden.

### Braunkohlenbergwerk
Bereits im Jahr 1382 wurde in der Stadt Lieskau der vermutlich erste Abbau von Braunkohle im Tagebau durchgeführt. Hinweise auf oberflächennahe Braunkohlevorkommen in Ostbrandenburg stammen aus dem 18. Jahrhundert. Beim Abbau von Braunkohle bestehen Brandgefahren, da die Braunkohle, ähnlich wie die Steinkohle, unter bestimmten Voraussetzungen zur Selbstentzündung neigt. Braunkohle wird entweder in Tiefbaugruben oder in Tagebauen oder einer Kombination aus beiden abgebaut. Die ersten Tiefbaugruben entstanden in der Lausitz im Jahr 1780. Der Anteil der in Deutschland in Tiefbaugruben abgebauten Braunkohle lag 1885 bei etwa 75 Prozent und sank bis zum Jahr 1934 auf 12,5 Prozent ab. Die Erschließung der Lagerstätte durch Tiefbaugruben erfolgte durch seigere und zum Teil auch durch tonnlägige Schächte. Auf den Tiefbaubergwerken im Rheinland wurde einige Jahre als Abbauverfahren für die Braunkohle der Tummelbau angewendet. Wegen der großen Gefahren für die Bergleute und der Unwirtschaftlichkeit durch die hohen Abbauverluste wurde das Verfahren von der zuständigen Bergbehörde verboten. In der Regel baute man die einzelnen Braunkohleflöze mittels Kammer-Pfeiler-Bruchbau ab. Abgebaut wurde die Braunkohle mit einfachen Werkzeugen von Hand. Unterstützt wurde diese manuelle Arbeit, insbesondere bei sehr fester Kohle, durch Bohr und Schießarbeit. Eine modernere Methode ist der Abbau mittels Pfeilerbruchbau, bei dem durch maschinelle Unterstützung durch eine Teilschnittmaschine bis zu 150 Meter lange Pfeilerstrecken abgebaut werden. Da das Hangende stark wasserhaltig ist, ist es für den Grubenbetrieb vorteilhaft, wenn das Hangende kontinuierlich entwässert wird. In Deutschland spielt die Gewinnung von Braunkohle in Tiefbaugruben seit Beginn des 20. Jahrhunderts nur noch eine untergeordnete Rolle. Eine andere Möglichkeit, die Braunkohle bergmännisch abzubauen, ist der Tagebau. Zunächst wurden die Braunkohlen nur dort mittels Tagebau abgebaut, wo das Deckgebirge nur eine geringere Mächtigkeit hatte und aus Materialien bestand, die wenig standfest waren und ein Tiefbau wenig sinnvoll erschien. Ein damals gängiges Abbauverfahren war in der vorindustriellen Phase des Braunkohlebergbaus der Kuhlenbau. Seit dem Jahr 1885 wurden im Braunkohlentagebau Bagger zur Gewinnung der Braunkohle und zum Abtragen des Abraums eingesetzt. Seit den 1980er Jahren wird die Braunkohle weltweit überwiegend im Tagebau gewonnen. Nachteilig beim Tagebau ist der hierfür erforderliche große Flächenbedarf. Die vom Braunkohlentagebau bergbaulich veränderten Flächen müssen nach dem Bergbau wieder rekultiviert werden. Da die Rohbraunkohle einen hohen Wassergehalt hat, muss sie vor der weiteren Nutzung entwässert werden. Früher ließ man hierfür die gewonnene Braunkohle im Sommer einfach an der Luft trocknen. Heute wird die feuchte Rohbraunkohle in Mahltrocknungsanlagen aufbereitet und entwässert.

### Erzbergwerk
Auf einem Erzbergwerk werden je nach Bergbauregion unterschiedliche Erze abgebaut und gefördert. Dabei unterscheidet man zwischen Eisenerzen und Nichteisenerzen. Entsprechend der hauptsächlich auf dem jeweiligen Erzbergwerk geförderten Erze benennt man das entsprechende Bergwerk z. B. als Eisenbergwerk, Kupferbergwerk, Silberbergwerk oder Bleibergwerk. In der Anfangszeit des Erzbergbaus begann man zunächst im Bereich der oberflächigen Ausbisse das Erz zu gewinnen. Hierzu suchte man gezielt nach den Ausbissen der Erzgänge und fing dort an zu graben. Verwendet wurden dabei einfachste Handwerkzeuge. Später folgte man den Erzgängen in die Tiefe. Eine weitere Form die Erze, insbesondere bei flözförmigen Lagerstätten oder bei Knollen oder Nieren, abzubauen, war der Duckelbau. Problematisch bei diesen kleinen Bergwerken war oftmals von oben eindringendes Wasser, was häufig dazu führte, dass der Weiterbetrieb des Abbaus unmöglich wurde und man die kleine Grube aufgab, um an einer anderen Stelle weiter nach Erz zu graben. In einigen Regionen kamen Metalle wie Zink oder Gold gediegen in Erzseife vor, die dann, wenn es sich lohnte, im Tagebau in Form des Seifenbergbaus gewonnen wurden. In bergigen Arealen trieb man im Laufe der Jahre Stollen in den Berg, um so an das Erz zu gelangen. Die Gewinnung und der Vortrieb der Stollen erfolgte auch hier mit einfachen Handwerkzeugen wie Schlägel und Eisen. Dort, wo das Gestein fest war und sich nur schwer bearbeiten ließ, nutzte man zur Unterstützung der manuellen Bearbeitung das Feuersetzen. Im Laufe des 18. Jahrhunderts wurde auf den Bergwerken nach und nach die Schießarbeit eingeführt. Um das Erz abzubauen, nutzte man als Abbauverfahren zunächst den Weitungsbau. Später ging man, je nach Lagerstätte, zum Strossenbau oder zum Firstenbau über. Das gewonnene Erz wurde nach über Tage gefördert und musste dort in einem Pochwerk zerkleinert werden, bevor es der weiteren Aufbereitung zugeführt wurde. Wenn der obere Lagerstättenteil eines Stollenbergwerks ausgeerzt war, ging man, um die tiefer liegenden Lagerstättenteile abzubauen, im Laufe der Jahre zum Stollentiefbau oder zum Tiefbau über. Ein über mehrere Jahrzehnte betriebenes Stollenbergwerk hatte mehrere Stollen und Hilfsstollen und je nach Ausrichtung auch tiefer liegende Sohlen. Im modernen Bergbau findet der Erzabbau zu etwa 65 Prozent im Tagebau statt. Beim Abbau von Eisenerzen liegt der Anteil der im Tagebau abgebauten Erze sogar bei 95 Prozent. Der Abbau im Untertagebau wird nur noch zu einem kleinen Prozentsatz durchgeführt. Zum Einsatz kommen im modernen Untertagebau Bohrwagen, brisanter Sprengstoff und Lademaschinen. Transportiert werden die abgebauten Massen mittels Schwerlastwagen mit einer Nutzlast von bis zu 42 Tonnen. Als Abbauverfahren wird, je nach Lagerstätte, der Kammerbau angewendet. Außerdem gibt es auch Erzbergwerke, auf denen das Erz mittels Teilsohlenbau mit Versatz abgebaut wird. Bruchbau findet nur noch in geringem Umfang statt. Die gewonnenen Erze werden über Tage zunächst mittels Walzenbrecher zerkleinert und dann in einer umfangreichen Aufbereitungsanlage vom Nebengestein getrennt. Neben dem industriellen Abbau der Erze werden Erze in einigen Ländern Afrikas auch heute noch auf kleinen Bergwerken mittels artinasalem Bergbau gewonnen. Etwa zehn Prozent der weltweiten Minengoldförderung stammt aus solchen Bergwerken. Aber auch Kupfer und Kobalt werden mittels artinalsalem Bergbau gewonnen.

### Salzbergwerk
Bei den Salzbergwerken unterscheidet man zwischen Bergwerken für Steinsalz und Kalibergwerken. Die bergmännische Gewinnung von Steinsalz ist dabei älter als die Gewinnung von Kalisalz. Bereits im 15. Jahrhundert v. Chr. wurde im Hallstätter Salzberg auf drei, teilweise zeitgleich im Betrieb befindlichen, Bergwerken aus einer maximalen Teufe von 170 Metern bergmännisch Salz gewonnen. Die bergmännische Gewinnung von Kalisalzen und Steinsalzen ist sehr ähnlich. Grundsätzlich unterscheidet der Bergmann beim Salzabbau zwei Methoden, den nassen Abbau und den Trockenabbau. Beim nassen Abbau gibt es die bergmännische Solegewinnung und die Bohrlochsolung. Bei der bergmännischen Solegewinnung erfolgt die Gewinnung mittels Sinkwerk. Bei dieser Methode muss die Lagerstätte zunächst bergmännisch mittels unterschiedlichen Grubenbauen ausgerichtet werden. Bei der Salzgewinnung mittels Bohrlochsolung erfolgt die Gewinnung über ein Bohrspülwerk. Als Lösungsmittel wird bei Steinsalz kaltes Wasser und für Kalisalz heißes Wasser oder Löselauge verwendet. Hier kann es durch den Salzabbau entstandene großflächige Hohlräume zu Senkungen der Tagesoberfläche kommen. Der Trockenabbau wurde als Methode zur Salzgewinnung von Hallstätter Bergleuten überwiegend praktiziert. Hierbei wird zunächst die Lagerstätte über zwei Schächte aufgeschlossen. Anschließend wird die Lagerstätte mittels Stollen, Strecken und Bergen weiter ausgerichtet. Die bergmännische Bearbeitung des Gesteins und des Salzes erfolgte früher mit einfachen Werkzeugen wie der Keilhaue. Im modernen Salzbergbau erfolgt die Gewinnung entweder mittels Bohr- und Sprengarbeit oder mittels schneidender Gewinnung. Beim Sprengverfahren werden mit mobilen Großbohrgeräten möglichst lange Bohrlöcher erstellt, die dann mit Sprengstoff gefüllt werden. Hierfür werden moderne Sprengfahrzeuge genutzt. Anschließend wird das Salz aus der Lagerstätte gesprengt. Das losgesprengte Salz wird mit Frontschaufelladern oder Elektrohydraulik-Baggern auf Muldenkipper geladen und abgefördert. Bei der schneidenden Gewinnung erfolgt das Herauslösen des Salzes durch Umfangfräsen wie dem Continuous Miner. Die Abförderung des hereingewonnenen Salzes erfolgt über Förderbandanlagen oder Gleislosfahrzeuge. Bei der schneidenden Gewinnung wird durch den Wegfall der Sprengarbeit die Arbeitssicherheit erhöht. Für den Abbau von Salzen werden die Abbauverfahren ständig technisch weiterentwickelt. Welches Abbauverfahren auf dem jeweiligen Bergwerk zur Anwendung kommt, hängt von der Mächtigkeit und dem Einfallen der Lagerstätte ab. Bei flacher Lagerung wird der versatzlose Kammerbau mit Längspfeilern angewendet. Bei steiler Lagerung wird das Trichterbauverfahren angewendet. Eine weitere Möglichkeit bei steilstehenden Lagerstätten ist der Strossen-Kammerbau. Probleme entstehen, wenn das Deckgebirge über der Lagerstätte nicht mächtig genug ist oder wenn im Deckgebirge vorhandenes Wasser oder Oberflächenwasser in den Salzstock eindringt. Durch das eindringende Wasser können die Bergfesten derart geschwächt werden, dass die Abbauräume zu Bruch gehen. Da das eindringende Wasser in der Regel nicht gestoppt werden kann, bedeutet dies das Ende für das betroffene Bergwerk. Aus diesem Grund muss bei Salzbergwerken unter allen Umständen verhindert werden, dass Wasser in den Salzstock eindringen kann. Dazu muss bei der Wahl des Abbauverfahrens darauf geachtet werden, dass es bei Salzlagerstätten mit Wasser führendem Deckgebirge an keiner Stelle durch Senkung zu Brüchen oder Rissen der wasserundurchlässigen Deckschichten kommt. Hierzu wird ein Salzversatz eingebracht, der bei etwaigem Wassereintritt das verfügbare Hohlraumvolumen verringern soll. Eine weitere Möglichkeit ist, dass ein Abbauverfahren gewählt wird, bei dem zwischen den Abbaukammern größere Teile von Salz als Bergfesten stehen bleiben. Diese Pfeiler haben eine Breite von 35 Metern und sind zum Teil auch breiter.

### Tonbergwerk
Ton als Rohstoff für Gebrauchs- und Kultgegenstände wurde bereits von den Kelten und Römern verwendet. Auf Tonbergwerken wird, je nach Lagerstätte, unterschiedlicher Ton abgebaut. Erste Aufzeichnungen über den Tonabbau gibt es, seit im 17. Jahrhundert die Gruben von den Landesfürsten mit Steuern belastet wurden. Die abbauwürdige Mächtigkeit liegt, je nach Tonart, zwischen wenigen Metern und bis zu 30 Metern. Der Ton wird, je nach geologischem Aufbau der Lagerstätte, auf den jeweiligen Bergwerken im Untertagebau oder Tagebau abgebaut. Der Aufschluss der Lagerstätte erfolgt beim Untertagebau entweder über Stollen oder über Schächte. Hierfür wurden zunächst kleine Reifenschächte in die Lagerstätte geteuft. Von diesen Reifenschächten wurden söhlige Strecken aufgefahren. Die Gewinnung des Tones erfolgte bei der Auffahrung der Strecken und durch mehrfaches Nachreißen der Strecken. Später wurde der Ton dann mittels Kammerbau gewonnen. Ein weiteres angewendetes Abbauverfahren war der Pfeilerbruchbau. Es kam auch vor, dass diese Schächte im unteren Bereich glockenförmig zu einem Glockenschacht erweitert wurden. Dabei wurde die Tonmasse im Bereich der Schachtsohle, je nach Festigkeit des Tones, bis zu zwölf Meter rings um den Schacht abgebaut. Zur Absicherung der Schachtwandung gegen Einsturz wurden die Schächte mit einer Reifenzimmerung versehen. Als Werkzeuge zum Abbau des Tons diente das einfache bergmännische Gezähe. Später nutzte man auch, dort wo es möglich war, den Presslufthammer um den Ton abzubauen. Besonders harte Tone, wie z. B. Schieferton, wurden durch Schrämen und Schießarbeit gewonnen. Das Grubengebäude dieser Tonbergwerke ist nicht sehr groß und umfasst oftmals nur wenige kurze Stollen oder Schächte. Beim Tagebau muss zunächst das Deckgebirge über dem Ton abgetragen werden und anschließend kann der Ton gewonnen werden. In den Anfangsjahren wurden dafür kleine Gruben mit einer Abmessung von fünf mal drei Metern gegraben und der Rohstoff aus der Lagerstätte gegraben. Es gab auch Tonbergwerke, bei denen der Ton zunächst im Tagebau abgegraben wurde und später zum Tiefbau übergegangen wurde. Als Werkzeug dienten Hacke, Stecheisen und Schaufel. Es gibt auch Lagerstätten, bei denen der Ton durch hydraulische Gewinnung mittels scharfem Wasserstrahl aus dem Gesteinsverband ausgespült wird. Heute wird der Ton entweder aus verschiedenen Tongruben oder großen Tagebauen gewonnen. Dazu nutzt man moderne Abbaumaschinen. Verwendet werden Eimerkettenbagger, Schaufelradbagger und Universalbagger. Nach der Gewinnung wird der Ton mittels nasser Aufbereitung von Verunreinigungen gereinigt.

### Uranbergwerk
Obwohl das Uran bereits in der zweiten Hälfte des 18. Jahrhunderts entdeckt worden war, erfolgte der gezielte Abbau des Minerals erst im darauffolgenden Jahrhundert. Die ersten Funde von Uran erfolgten mehr zufällig bei der Suche nach Silber und Zinn. Auf Silberbergwerken im Erzgebirge wurde das Uranerz in Form der Pechblende häufig als zusätzliches Mineral zu Tage gefördert. Da man zu der damaligen Zeit für die Pechblende keinerlei Verwendung hatte, wurde diese dann auf Abraumhalden geschüttet. Im 19. Jahrhundert fand man eine Verwendung für die Pechblende, indem sie für die Farbenherstellung genutzt wurde. Mit der Verwendung des Urans für die Kernspaltung in Kernwaffen stieg der Bedarf und so wurden etwa ab der Mitte des 20. Jahrhunderts erste Uranbergwerke erbaut. Trotzdem wurde das Uran auch weiterhin als Zweitmineral auf Erzbergwerken gewonnen. Auch im 21. Jahrhundert gibt es z. B. in China Eisenbergwerke, auf denen neben dem Eisenerz auch Uranerz gefördert wird. Abgebaut wird Uran im Tagebau und im Untertagebau. Im Tagebau werden Bergwerke betrieben, deren Lagerstätte bei einer maximalen Teufe von bis zu 200 Metern liegt. Die Bergwerke, die im Tiefbau betrieben werden, erreichen Teufen von bis zu 1800 Metern. Hier werden häufig Erzgänge mit geringer Mächtigkeit abgebaut. Als Abbauverfahren wird hierbei der Firstenstoßbau angewendet. Bei Erzgängen mit größerer Mächtigkeit wird der Kammerbau oder der Teilsohlenbau angewendet. Nach der bergbaulichen Gewinnung wird das Uranerz über Tage in speziellen Aufbereitungsanlagen so aufbereitet, dass es eine höhere Urankonzentration erreicht. Nachteilig bei der Gewinnung von Uranerzen ist die Kontamination der Böden und des Wassers, was zu erhöhten Werten von Radon im Trinkwasser führen kann.

### Strontianitbergwerk
Das Mineral Strontianit wurde erstmals im 18. Jahrhundert entdeckt und nach seinem ersten Fundort Strontian benannt. Die erste bedeutende bergmännische Gewinnung von Strontianit erfolgte in der ersten Hälfte des 19. Jahrhunderts im Münsterland. Die hier vorkommende Strontianitlagerstätte befindet sich überwiegend im oberflächennahen Bereich und besteht aus unregelmäßigen Trümmern und regelmäßigen Gängen. Strontianit unterlag nach deutschem Bergrecht nicht dem Bergregal, sondern war nach § 1 ABG ein Mineral, das dem Verfügungsrecht des Grundstückseigentümers unterlag. Anfangs fand auf den ersten kleinen Bergwerken nur ungeregelter wilder Bergbau statt. Abgebaut wurde das Strontianit im Tagebau. Hierfür wurde die jeweilige Lagerstätte über Steinbrüche aufgeschlossen.
Später ging man dazu über, das Mineral im Untertagebau abzubauen. Im Laufe der zweiten Hälfte des 19. Jahrhunderts wurde eine Gesellschaft, die den Namen Dessauer Gesellschaft trug, gegründet. Zweck dieser Gesellschaft war die Ausbeutung der Strontianitlagerstätte in Tiefbauanlagen. Die Dessauer Gesellschaft ließ das Strontianit mittels planmäßiger bergmännischer Gewinnung im Tiefbau abbauen. Für den untertägigen Abbau wurden mehrere hundert Bergwerke errichtet. Hierfür wurden eine Vielzahl von kleinen Schächten abgeteuft. Da sich die Lagerstätte im oberflächennahen Bereich befindet, hatten die Schächte nur eine geringe Teufe von 10 bis 50 Metern. In nur wenigen Jahren entstanden im Gebiet zwischen Münster, Lüdinghausen, Oelde und Herzfeld über 650 Tiefbaugruben. Alleine auf dem Gebiet der Stadt Drensteinfurt gab es etwa 180 Bergwerke. Einige der Bergwerke hatten ein Grubengebäude mit mehreren Sohlen. Von sämtlichen Bergwerken hatten gerade einmal drei Bergwerke einen Schacht, der eine Teufe von über 100 Metern hatte. Die Bergleute der jeweiligen Bergwerke stammten weitestgehend aus der landwirtschaftlichen Bevölkerung, die neben ihrer bergmännischen Tätigkeit auch noch Ackerbau auf einem kleinen Bauernhof betrieben. In der ersten Hälfte des 20. Jahrhunderts kam es amtlichen Berichten zufolge auf einigen Strontianitbergwerken des Münsterlandes, aufgrund von Ansammlungen von aus dem Liegenden austretendem Erdgas, wiederholt zu kleineren Grubengasexplosionen.
Wenige Jahre nach dem kurzfristigen Booms der Strontianitgewinnung ging der Bedarf an Strontianit rapide zurück. Dies hatte verschiedene Ursachen. Zum einen wurden alternative Fertigungsmethoden eingeführt, die kein Strontianit mehr benötigten. Des Weiteren war Strontianit sehr teuer, da die Bergwerksbesitzer an die Grundstücksbesitzer häufig hohe Abgaben zahlen mussten. Letztendlich gab es im 20. Jahrhundert ein billigeres Ersatzprodukt, was den Einsatz von Strontianit in den meisten Produktionszweigen weitestgehend überflüssig machte. Dies hatte zur Folge, dass bereits in der ersten Hälfte des 20. Jahrhunderts die meisten Bergwerke wieder schlossen. Das letzte Strontianitbergwerk, die Grube Wickesack, schloss im Jahr 1945. Von den damaligen Tiefbaubergwerken sind heute noch einige Grubenbaue vorhanden. Des Weiteren existieren auch noch eine größere Anzahl von Bergehalden. Die alten Untertageanlagen gehören zum Altbergbau und werden durch die Bergbehörden mittels Monitoring überwacht. Seit den 1980er Jahren wird wieder Strontianit gewonnen, und zwar auf Strontianitbergwerken in Tongling.

### Edelsteinbergwerk
Auf Edelsteinbergwerken werden, je nach Lagerstätte, entweder Edelsteine oder Halbedelsteine gewonnen. Je nach Lagerstätte wird mittels Tagebau oder mittels Untertagebau abgebaut. Edelsteine und Halbedelsteine kommen am meisten in Trümmerlagerstätten als Verwitterungsprodukte anderer Gesteine vor. Bei solchen Lagerstätten werden die Edelsteine durch Waschen, ähnlich wie bei Gewinnung von Golfseifen, vom Nebengestein abgetrennt. Um die Edelsteine zu gewinnen, wird zunächst ein Probeschacht gegraben und das dort abgebaute Material mittels Wäschereianlage auf den Inhalt überprüft, anschließend wird der überliegende Boden abgetragen, um so an das Grundgestein zu gelangen. Das Auswaschen des Gerölls erfolgt meistens in extra errichteten Waschhäusern oder offenen Schuppen. Je nach Waschverfahren werden unterschiedliche Reinheitsgrade des aufbereiteten Materials erzielt. Nach der Aufbereitung vor Ort wird das Waschgut in Stahlflaschen abgefüllt und zur weiteren Aufbereitung in eine zentrale Aufbereitungsanlage transportiert. Vereinzelt gibt es auch Lagerstätten, in denen Edelsteine in ihrem Muttergestein verwachsen sind. Im Untertagebau werden die Edelsteine entweder auf kleinen Bergwerken mit nur wenigen Bergleuten abgebaut oder teilweise auch auf größeren Bergwerken mit mehreren hundert Mann Belegung. Bei dieser Form der Bergwerke erfolgt die Gewinnung, indem zunächst Grubenbaue in der Lagerstätte aufgefahren werden und das gewonnene Material über Tage aufbereitet wird. Die Schächte erreichen, je nach Lagerstätte, oftmals eine Teufe von mehreren hundert Metern. Die Gewinnung erfolgt entweder mit einfachen Werkzeugen per Hand oder unter dem Einsatz von großen Maschinen. Bis in die zweite Hälfte des 19. Jahrhunderts wurden auf den Edelsteinbergwerken in Afrika zum größten Teil Sklaven als Arbeiter eingesetzt.

### Sonstige Bergwerke
Weltweit werden auch große Mengen an mineralischen Rohstoffen gewonnen, die als Naturwerksteine oder Massenrohstoffe für die Bauindustrie mit dem Sammelbegriff Steine und Erden bezeichnet werden. Hierbei unterscheidet man zwischen Festgestein und Lockergestein. Bergwerke auf Steine und Erden unterliegen, je nach Region, unterschiedlich stark der Bergaufsicht.

#### Bergwerke in Festgestein
In diesen Bergwerken wird technisch nutzbares Gestein abgebaut, das nicht zu den brennbaren Mineralien, leicht löslichen Mineralien oder verhüttbaren Bodenschätzen (Erze) zählt. Die hier abgebauten Mineralien sind in erster Linie Naturwerksteine, zu denen Gesteine wie Granit, Marmor oder Sandstein zählen. Diese Gesteine sind Eigentum des Grundstückeigentümers und unterliegen somit seinem Verfügungsrecht. Die Gewinnung der Natursteine kann, bei einigen Gesteinsarten wie z. B. bei Granit, mittels Sprengung erfolgen. Ziel bei der bergmännischen Gewinnung von Naturwerksteinen ist es, möglichst große unbeschädigte Blöcke aus dem Gesteinsverband herauszugewinnen. Aus diesem Grund müssen bei der Gewinnung von Naturwerksteinen teilweise besonders schonende Gewinnungsverfahren angewendet werden. Je nach Lagerstätte werden die Gesteine entweder im Tagebau oder im Untertagebau gewonnen.
Der zu den edelsten Naturwerksteinen zählende Marmor wird schon seit der Antike abgebaut und als Baumaterial für den Bau von zahlreichen kulturhistorisch bedeutsamen Bauten verwendet. Marmor wird in Steinbrüchen häufig mittels Seilsägeverfahren oder mittels des sogenannten Loch neben Loch Verfahrens gewonnen. Als Werkzeuge kommen dabei Bohrhämmer, Steinspaltgeräte, aber auch Hammer und Meißel sowie Federkeile zum Einsatz. Beim Seilsägeverfahren werden die Marmorblöcke mit einer Seilsäge aus dem Gesteinsmassiv geschnitten. Dabei werden Blöcke mit einer Länge von bis zu drei Metern, einer Höhe von bis zu 1,9 Metern und einer Breite von bis zu 1,4 Metern herausgeschnitten. Beim Loch neben Loch Verfahren werden mittels Bohrhämmern im Abstand von 15–30 Zentimetern, teilweise auch mit geringerem Abstand, ins Gestein gebohrt. Die Löcher dürfen dabei bis etwa 10–15 Zentimeter oberhalb einer natürlichen Trennfläche im Liegenden gebohrt werden. In diese Löcher werden anschließend Federkeile eingetrieben. Dadurch werden entsprechend große Marmorblöcke aus dem Gesteinsmassiv herausgelöst.
Eine andere Gesteinsart, die ebenfalls sehr vorsichtig gewonnen werden muss, ist der Schiefer. Diese schiefrigen Gesteine haben die Eigenschaft, dass sie sich in parallelen Ebenen leicht zerteilen lassen. Erste Schieferbergwerke gab es vermutlich bereits in der Spätantike. So wurde in einer Schrift erwähnt, dass unter Bischof Bonifatius die Kirche Raumland mit Raumländer Schiefer gedeckt wurde. Früher wurde der Schiefer im Tagebau gewonnen, später ging man zum Untertagebau über. Abgebaut wird der Schiefer meistens in Stollenbergwerken. Als Abbauverfahren kommen, je nach Lagerstätte, der Kammerbau mit sägetechnischer Gewinnung oder der Kammerbau mit sprengtechnischer Gewinnung zur Anwendung. Die weitere Verarbeitung der Schieferblöcke findet über Tage statt.

#### Bergwerke in Lockergestein
Als Lockergestein gelten verschiedene Sande, Kies, Kiessand oder Schluff. Des Weiteren gibt es auch vulkanische Lockergesteine wie z. B. Lavaschlacke. Lockergesteine gelten für den Verwender als die wichtigste Gesteinsgruppe unter allen Gesteinen. Allein in Deutschland waren im Jahr 2012 etwa 500 Bergwerke zur Förderung von Kies und Kiessand und 313 Bergwerke zur Förderung von Quarz und Quarzsand in Betrieb. Abgebaut werden Lockergesteine im Tagebau durch Gräbereien. Aber auch beim Abtragen der Abraummassen z. B. beim Braunkohlentagebau werden, je nach Lagerstätte, nebenbei Sande oder Kies gewonnen. Bei dieser als Gebündelte Gewinnung bezeichneten Methode kommt es jedoch, bedingt durch die räumliche Nähe zu dem Braunkohlenflöz, zu einer Verunreinigung des Quarzsandes durch die Braunkohle. Bei der Gewinnung der Lockergesteine unterscheidet man zwischen dem Trockenabbau und dem Nassabbau.
Durch Trockenabbau werden die Lagerstätten oder Lagerstättenteile gewonnen, die oberhalb des Grundwasserspiegels anstehen. Bei dieser Gewinnung kommen Erdbaumaschinen wie Hydraulikbagger, Planierraupen und Radlader zum Einsatz. Beim Nassabbau werden die Lagerstättenteile z. B. in Baggerseen gewonnen, die unterhalb des Grundwasserspiegels anstehen. Hierbei kommen Maschinen wie Eimerkettenbagger, Saugbagger, Greifer oder Schrapperanlagen zum Einsatz. Nachdem das Lockergestein aus dem Boden gewonnen ist, wird es noch vor Ort in einer Aufbereitungsanlage gereinigt und in die jeweiligen geforderten Fraktionen zerteilt. Sowohl bei der Trocken- als auch bei der Nassgewinnung werden Abgrabungstiefen von bis zu 100 Metern erreicht. Problematisch ist bei der Gewinnung von Lockergestein die Gestaltung der Böschungssysteme, da diese aufgrund der Sicherheitsvorschriften der Aufsichtsbehörden eine möglichst hohe Standsicherheit haben müssen.